# William Wardell
William Wilkinson Wardell (Londra, 1823 – North Sydney, 18 novembre 1899) è stato un architetto e ingegnere civile australiano, noto non solo per il suo lavoro in Australia, il paese in cui emigrò nel 1858, ma per una carriera di successo come geometra e architetto ecclesiastico in Inghilterra e Scozia prima della sua partenza.
In Australia, Wardell ha progettato molti edifici pubblici, tra i quali i più importanti furono la Cattedrale di San Patrizio e la Government House a Melbourne, il St John's College, l'Università di Sydney e la Cattedrale di Santa Maria (St Mary's Cathedral) a Sydney. Nei suoi edifici ha privilegiato gli stili gotico e classico. Wardell non solo ha costruito importanti opere nel settore pubblico, ma ha anche mantenuto un grande studio privato costruendo case e locali commerciali per privati. Fu ispettore generale dei lavori pubblici e dell'edilizia, per la colonia di Victoria, dal 1861 al 1878. Come architetto viene spesso paragonato al suo amico e omologo inglese Augustus Pugin, con la maggior parte dei suoi edifici realizzati in stile neogotico.